# Montagnac, Hérault
Montagnac är en kommun i departementet Hérault i regionen Occitanien i södra Frankrike. Kommunen ligger i kantonen Montagnac som tillhör arrondissementet Béziers. År 2022 hade Montagnac 4 465 invånare.

## Befolkningsutveckling
Antalet invånare i kommunen Montagnac
Referens:INSEE